# Pouteria caimito
Pouteria caimito (tên gọi tại thị trường Việt là vú sữa hoàng kim) là một loài thực vật có hoa trong họ Hồng xiêm. Loài này được (Ruiz & Pav.) Radlk. miêu tả khoa học đầu tiên năm 1882.

## Hình ảnh

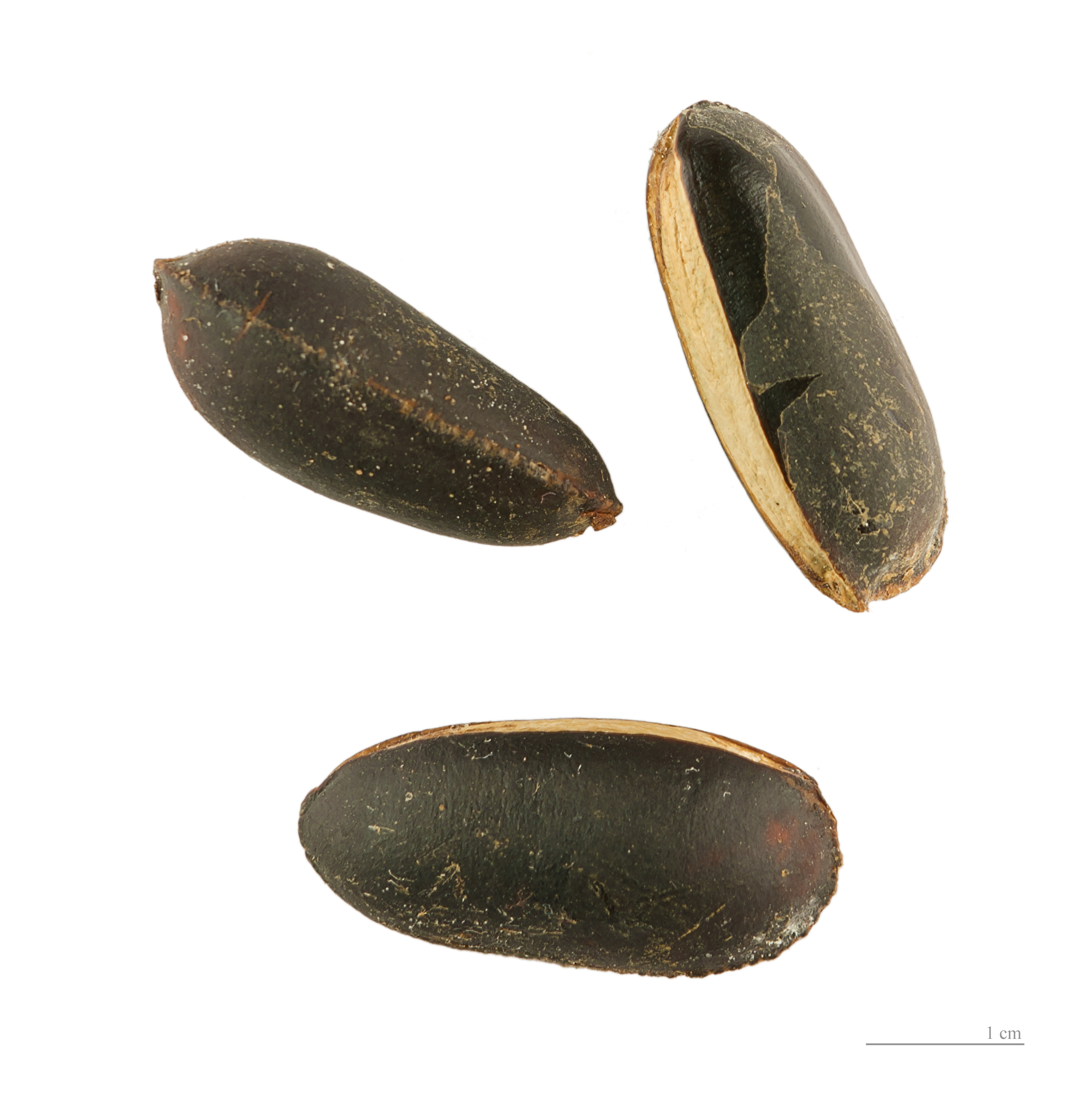
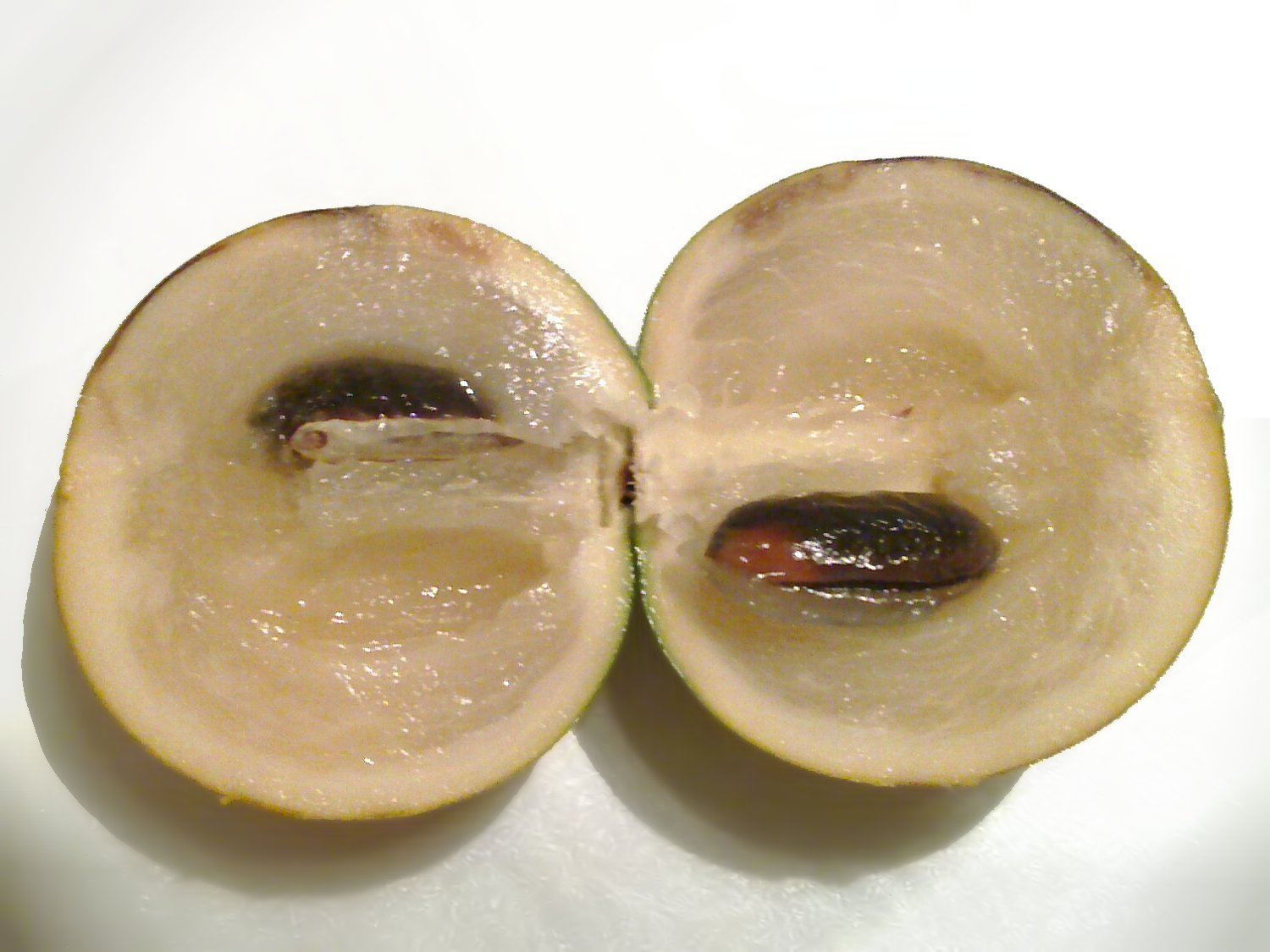
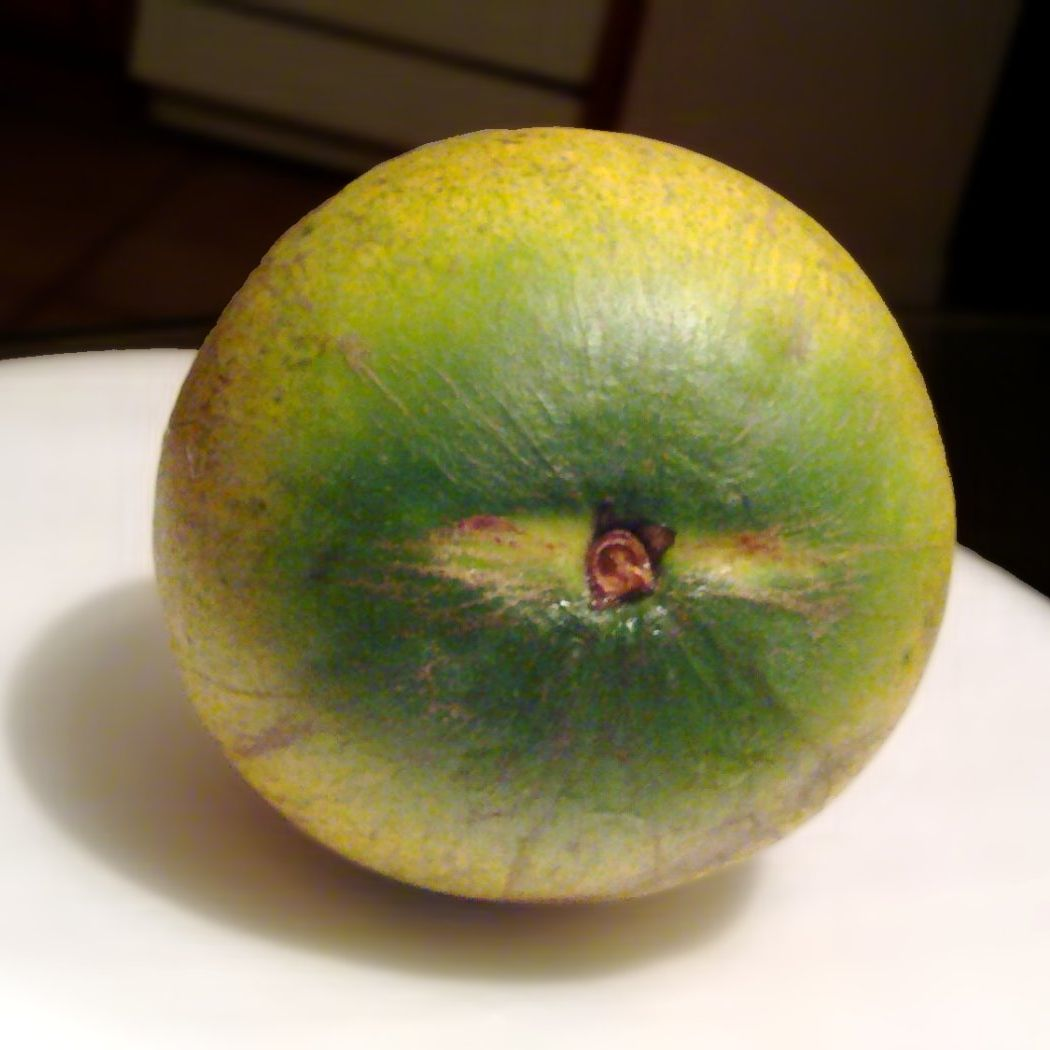
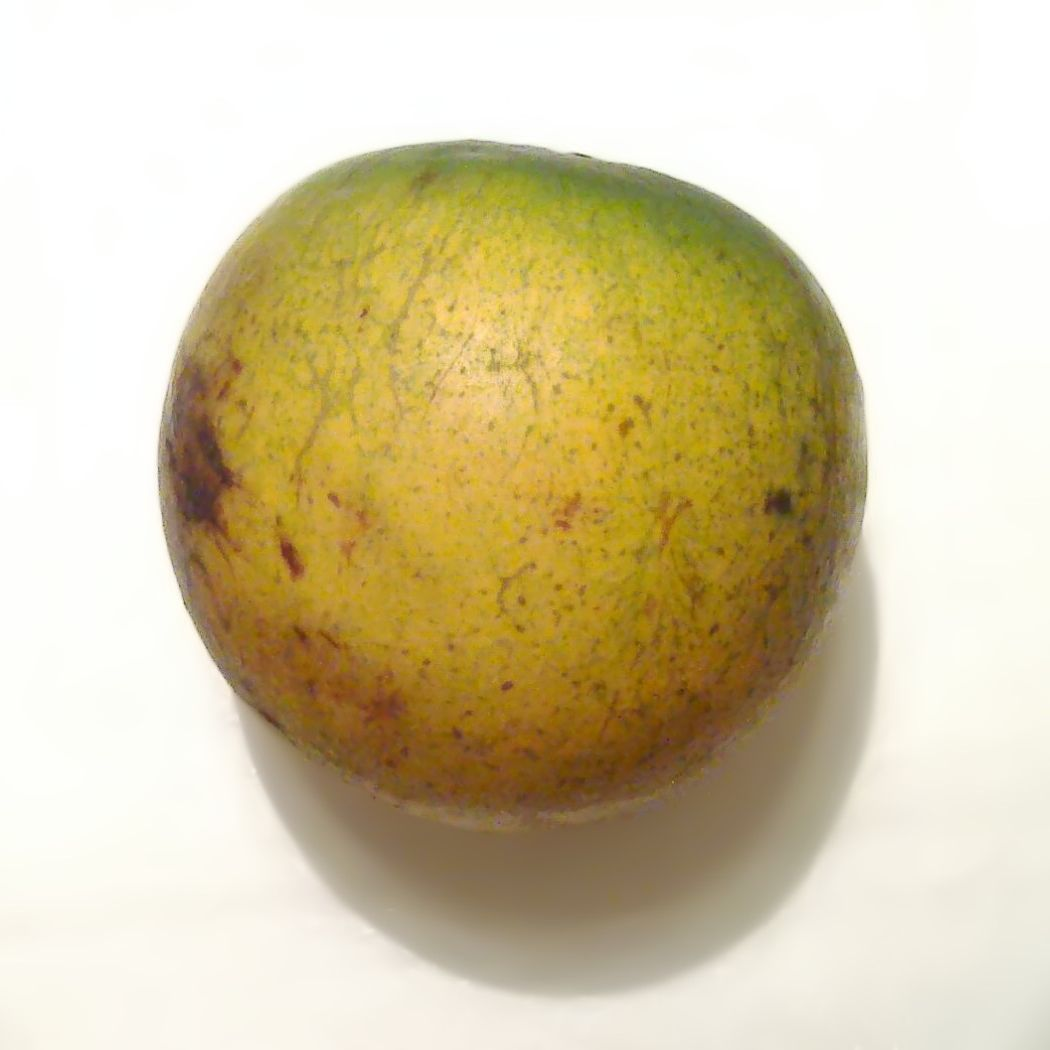
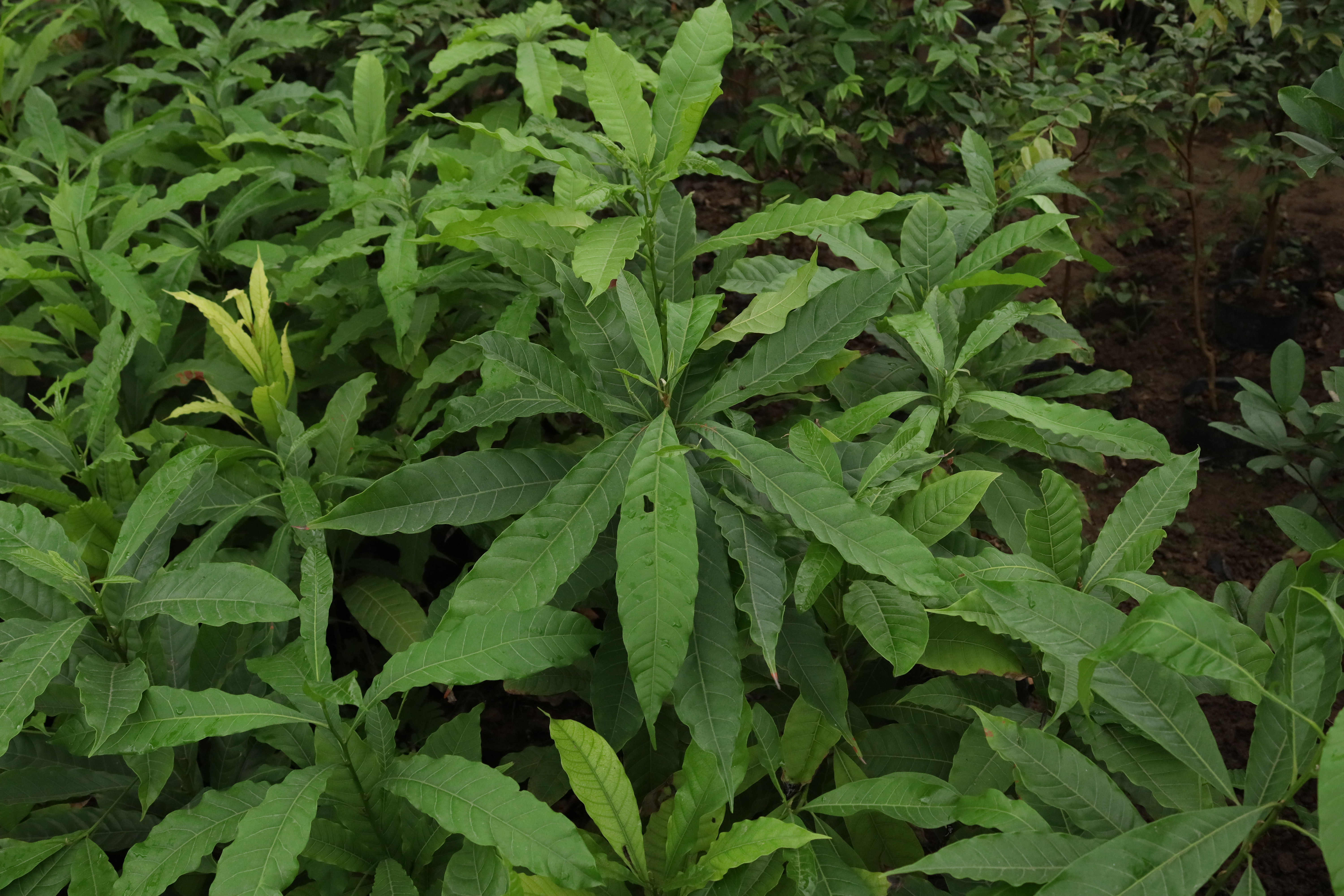
Cây giống được bày bán tại Học viện Nông nghiệp Việt Nam